# 西遊記 (サウンドトラック)
『西遊記』（さいゆうき）は、ゴダイゴが1978年10月に発売した3枚目のオリジナル・アルバムである。
英語タイトルは『MAGIC MONKEY』（マジック・モンキー）。

## 背景
日本テレビ開局25周年TVドラマ『西遊記』のサウンドトラックとしてリリースされ、本アルバムはサウンドトラックであると同時にオリジナル・アルバムでもある。
テレビ番組にて、ディスクジャケットで着用したコスプレで演奏をしたこともあるが、別の配役で演奏をやったこともあり、そのときはミッキー吉野が猪八戒、タケカワユキヒデが三蔵法師、スティーブ・フォックスが沙悟浄、浅野孝已とトミー・スナイダーが化け物に扮していた。これは1度しかやったことがなく、出演した音楽番組がドラマ『西遊記』で孫悟空を演じた堺正章が司会であったため、孫悟空が使えなかった。

## 制作
ミッキー吉野は、前作のオリジナル・アルバム『DEAD END』を制作している頃から、『西遊記』をテーマにしたアルバムを作ろうと考えていた。その時のイメージはカラフルな総天然色で、宇宙にフォークソングがあるとしたら、どんなものなのか、宇宙の民族音楽はどうなのかなどを考えていた。
作詞の奈良橋陽子は、映画『キタキツネ物語』ではラッシュを見て作詞していたが、『西遊記』がどんな物語なのかは知らなかったので、本屋をいくつか回り、中学生用の英語教材で初めて『西遊記』を読み感動したという。特に、三蔵法師が最後に経文を手にした時、その経文には何も書かれていなかったことや「法師よ、お前の苦しかった旅にくらべると、経文はもう何の意味もありません」という観音の声に三蔵法師が悟りをひらく場面など、その東洋の知恵の深さにショックを受けたことなどをメンバーに伝えた。その中で、「こういう物語か。じゃ、こういう場面が、たぶんあって、こういう感情も出てくる」といくつかリストアップして、それで明るい感じとか、緊張感とか、こわいものとか作詞していった。『西遊記』にはすごく感激して、ほんとうに興奮して、楽しんで書けた。
その奈良橋が、日本テレビドラマ『西遊記』のキャストに三蔵法師役で女性の夏目雅子が選ばれたことから、三蔵法師は女性だと思い込み、孫悟空が三蔵法師に恋をするだろうと考えて作詞した「Don't Wanna Say I Love You/愛のフィーリング」という曲もあったが、本アルバムでは採用されず、タケカワのソロアルバム『Lyena/レナ』に収録された。
サウンドはシンセサイザーを多用し、さらにシーケンサーの『ローランド MC-8』を使用して、音の厚みときらびやかな雰囲気を作っている。「ガンダーラ」のイントロではアコースティック・ギターを6本以上多重トラックするなど、凝った録音を行っている。

## 音楽性
このアルバムに含まれる曲はすべて英語詞であり、実際に放映された『西遊記』のエンディングで使用された「ガンダーラ」の日本語歌詞バージョンは収録されていない。
これはゴダイゴ結成時からの英語詞で勝負とする方針によるもので、スタジオ録音のアルバムにおいてはデビュー・アルバム『ゴダイゴ（組曲：新創世紀）』から『OUR DECADE』まで、『CMソング・グラフィティ ゴダイゴ・スーパー・ヒッツ！』の「レッド・シャポー」の最後の部分で日本語が使用されたのを除き一貫していた。また、オリジナルアルバム「カトマンドゥー」では最後に日本語歌詞の「（カミング・トゥゲザー・イン・）カトマンズ」が収録されたが、それに続くオリジナルアルバム「M.O.R.」「Flower」「One Dimension Man」までは全て英語歌詞である。
シングルも「ガンダーラ」発売前の「ミラージュのテーマ」までは成田賢がボーカルを務めた「ハウスのふたりーハウス・愛のテーマー」を除き英語歌詞であった（ちなみにゴダイゴの英語はプロデューサー・ジョニー野村の方針により米語発音となったが、ヴォーカルのタケカワユキヒデはアマチュア時代からビートルズ曲で英語の歌を練習しており、同方針決定後に米語発音に切り替えた経緯があるため、イギリス風の発音が混在しているケースがある）。しかし「ガンダーラ」発売に際して、ゴダイゴはバンドとして「これがヒットしなければ解散」という厳しい状況に陥っていたことからシングル盤を日本語でリリースすることを決断。これが成功したことから「ビューティフル・ネーム」以降、シングル盤では日本語歌詞が導入されることとなった。当時のライブでは、日本語歌詞がある曲については1番を日本語詞、2番以降を英語詞という構成で歌うことが多かった。
編曲の面でもアルバムとシングルでは異なっており、例えば「ガンダーラ」の間奏はミッキー吉野のこだわりでアルバムではキーボードパート(フルート低音メロディー二重奏部)が倍尺になっておりエンディングも異なる。以降もこのような形のリリースが多く、「TVなどでゴダイゴを知った人にはシングルを、そして深く本当のゴダイゴを知ってもらうためにアルバム」というゴダイゴサイドの姿勢が貫かれている。
実際に劇中で使用されたサウンドトラックは、前述の歌詞の違いやボーカルの有無などバージョン違いを含めて多数あり、それらをアルバムに収録している訳ではなく、あくまでゴダイゴのオリジナルアルバムである事を優先して収録曲が選ばれている。また、劇中のOPとEDで使用されている「モンキー・マジック」と「ガンダーラ」もシングルあるいはアルバムに収録された音源とは別録音のバージョンである。

## 海外でのリリース
本アルバムは、イギリスで『Monkey』として、曲順を変更したうえで1979年にリリースされた。オーストラリアでは曲順そのままで1984年にリリースされた。

## ディスクジャケット
裏ジャケットでは、メンバーが『西遊記』の登場人物に扮しており、左からミッキー吉野が猪八戒、タケカワユキヒデが沙悟条、浅野孝已が三蔵法師、スティーヴ・フォックスが妖怪、トミー・スナイダーが孫悟空に扮している。これはシングル「ガンダーラ」の表ジャケットでも使用されている。

## 記録
1979年のゴダイゴはシングルチャートにおいて『ガンダーラ』・『モンキー・マジック』・『ビューティフル・ネーム』・『銀河鉄道999』の4曲で9週間も2位止まりとなったが、このアルバムはアルバム・チャートにおいて1位を獲得した。

## 収録曲

### Side:A
1. THE BIRTH OF THE ODYSSEY~MONKEY MAGIC（ザ・バース・オブ・ジ・オデッセイ～モンキー・マジック）
  - 作詞:奈良橋陽子(MONKEY MAGIC)　作曲:ミッキー吉野(THE BIRTH OF THE ODYSSEY)、タケカワユキヒデ(MONKEY MAGIC)　編曲:ミッキー吉野　歌:タケカワユキヒデ、スティーヴ・フォックス
    - ドラマのオープニングの「天地創造から孫悟空誕生まで」の場面に使われた音楽から、本編そのままに主題歌に移る。歌はフルコーラス。
2. GANDHARA（ガンダーラ）
  - 作詞:奈良橋陽子　作曲:タケカワユキヒデ　編曲:ミッキー吉野　歌:タケカワユキヒデ
    - シングル『ガンダーラ』の英語バージョン。日本で放送されたドラマのエンディングではメインの歌詞が日本語。
3. ASIATIC FEVER（エイジアティック・フィーヴァー）
  - 作詞:奈良橋陽子　作曲:ミッキー吉野　編曲:ミッキー吉野　歌:トミー・スナイダー
    - 「アジアの熱（流行）」を歌ったもので、豚の妖怪に支配された国の人々が踊る場面などで使われた。
4. WE'RE HEADING OUT WEST TO INDIA（ウェア・ヘディング・アウト・ウェスト・トゥ・インディア）
  - 作詞:奈良橋陽子　作曲:タケカワユキヒデ　編曲:ミッキー吉野　歌:タケカワユキヒデ
    - インドへ向かう旅の歌。『II』では孫悟空が大きな鳥の姿の妖怪を矢で打ち抜いた場面で使われた。
5. THANK YOU, BABY（サンキュー・ベイビー）
  - 作詞:奈良橋陽子　作曲:タケカワユキヒデ　編曲:ミッキー吉野　歌:タケカワユキヒデ
    - 挿入歌として頻繁に使われた。堺正章が日本語で歌ったものも劇中で使われた。
    - 2011年11月16日に発売されたアルバム『GODIEGO 35TH ANNIVERSARY SELECTION』に前曲とクロス・フェードしないコンプリート・ヴァージョンが収録された。

### Side:B
1. STEPPIN' INTO YOUR WORLD（ステッピン・イントゥ・ユア・ワールド）
  - 作詞:奈良橋陽子　作曲:ミッキー吉野　編曲:ミッキー吉野　歌:タケカワユキヒデ
    - これも「中国から離れ、西のインドへ旅する決意」を表す。『マジック・カプセル』収録のコンサートでも披露された。歌詞に Songoku が出てくる（『西遊記』の英語版では孫悟空は単に Monkey と呼ばれるのが普通。）。ライヴ・アルバム『中国　后醍醐』では「THE BIRTH OF THE ODYSSEY~ STEPPIN' INTO YOUR WORLD」として演奏された。但し、別トラック扱い。
2. HAVOC IN HEAVEN（ハヴォック・イン・ヘヴン）
  - 作詞:奈良橋陽子　作曲:タケカワユキヒデ　編曲:ミッキー吉野　歌:タケカワユキヒデ
    - 戦闘シーン、特に孫悟空と妖怪の空中戦で使われ、歌の合間の効果音などもドラマそのまま。
3. DRAGONS AND DEMONS（ドラゴンズ・アンド・デーモンズ）
  - 作詞:奈良橋陽子　作曲:ミッキー吉野　編曲:ミッキー吉野　歌:スティーヴ・フォックス
    - 妖怪の出現のときに使われた曲。三蔵の袈裟を横取りした黒い妖怪の登場シーンなど。
4. A FOOL!（ア・フール!）
  - 作詞:奈良橋陽子　作曲:ミッキー吉野　編曲:ミッキー吉野　歌:タケカワユキヒデ
    - 猪八戒のコミカルな場面で使われた。
5. FLYING（フライング）
  - 作詞:奈良橋陽子　作曲:ミッキー吉野　編曲:ミッキー吉野　歌:トミー・スナイダー
    - 番組の冒頭で、旅する一行を高い空から眺めているような場面で使われた。
6. CELEBRATION（セレブレイション）
  - 作詞:奈良橋陽子　作曲:タケカワユキヒデ　編曲:ミッキー吉野　歌:タケカワユキヒデ
    - 歌詞にヒマラヤが出てくる。『I』の最終回のラストシーンで如来の登場シーンにメロディーが使われた。
    - レコーディング締め切りの夜スタジオにタケカワがやってきたが、アルバム中この曲だけ出来上がっておらず、通常ならジョニー野村がチェックし、ミッキー吉野がアレンジするのだが、タケカワがスタジオでほとんどを書き上げ、その夜のリハーサルでコーラスがまとまり、翌日レコーディングされた[5]。

## シン・ミックス

### DISC-1 〜シン・ミックス盤〜
- オリジナル盤と比べて、ドラムの配置が左右逆転していたり起用されたエンジニア（宮本慎也氏）による独自の改変が行われているなどの違いがある。
- UHQCDにて初収録。

1. THE BIRTH OF THE ODYSSEY~MONKEY MAGIC ~New Mix~（ザ・バース・オブ・ジ・オデッセイ～モンキー・マジック 〜シン・ミックス〜）
  - 作詞:奈良橋陽子(MONKEY MAGIC)　作曲:ミッキー吉野(THE BIRTH OF THE ODYSSEY)、タケカワユキヒデ(MONKEY MAGIC)　編曲:ミッキー吉野　歌:タケカワユキヒデ、スティーヴ・フォックス
2. GANDHARA (English Version) ~New Mix~（ガンダーラ (英語版) 〜シン・ミックス〜）
  - 作詞:奈良橋陽子　作曲:タケカワユキヒデ　編曲:ミッキー吉野　歌:タケカワユキヒデ
3. ASIATIC FEVER ~New Mix~（エイジアティック・フィーヴァー 〜シン・ミックス〜）
  - 作詞:奈良橋陽子　作曲:ミッキー吉野　編曲:ミッキー吉野　歌:トミー・スナイダー
4. WE'RE HEADING OUT WEST TO INDIA  ~New Mix~（ウェア・ヘディング・アウト・ウェスト・トゥ・インディア 〜シン・ミックス〜）
  - 作詞:奈良橋陽子　作曲:タケカワユキヒデ　編曲:ミッキー吉野　歌:タケカワユキヒデ
5. THANK YOU, BABY ~New Mix~（サンキュー・ベイビー 〜シン・ミックス〜）
  - 作詞:奈良橋陽子　作曲:タケカワユキヒデ　編曲:ミッキー吉野　歌:タケカワユキヒデ
6. STEPPIN' INTO YOUR WORLD ~New Mix~（ステッピン・イントゥ・ユア・ワールド 〜シン・ミックス〜）
  - 作詞:奈良橋陽子　作曲:ミッキー吉野　編曲:ミッキー吉野　歌:タケカワユキヒデ
7. HAVOC IN HEAVEN ~New Mix~（ハヴォック・イン・ヘヴン 〜シン・ミックス〜）
  - 作詞:奈良橋陽子　作曲:タケカワユキヒデ　編曲:ミッキー吉野　歌:タケカワユキヒデ
8. DRAGONS AND DEMONS ~New Mix~（ドラゴンズ・アンド・デーモンズ 〜シン・ミックス〜）
  - 作詞:奈良橋陽子　作曲:ミッキー吉野　編曲:ミッキー吉野　歌:スティーヴ・フォックス
9. A FOOL! ~New Mix~（ア・フール! 〜シン・ミックス〜）
  - 作詞:奈良橋陽子　作曲:ミッキー吉野　編曲:ミッキー吉野　歌:タケカワユキヒデ
10. FLYING ~New Mix~（フライング 〜シン・ミックス〜）
  - 作詞:奈良橋陽子　作曲:ミッキー吉野　編曲:ミッキー吉野　歌:トミー・スナイダー
11. CELEBRATION (Album Version) ~New Mix~（セレブレイション (アルバム版) 〜シン・ミックス〜）
  - 作詞:奈良橋陽子　作曲:タケカワユキヒデ　編曲:ミッキー吉野　歌:タケカワユキヒデ

### DISC-2 〜オリジナル盤〜
- オリジナル盤をUHQCDにて初収録。

### DISC-3 〜DVD「セレブレイション・ツアー」1979.04.08日比谷公会堂〜
- 1979年製作映画「Godiego Celebration '79」伝説の雨の日比谷野音コンサートをデジタル・リマスター初DVD化（ライブ・サウンドトラックを再ミックス）。

1、The Birth Of The Odyssey（ザ・バース・オブ・ジ・オデッセイ）
作曲:ミッキー吉野
2、MONKEY MAGIC（モンキー・マジック）
作詞:奈良橋陽子　作曲:タケカワユキヒデ　編曲:ミッキー吉野
3、THE GALAXY EXPRESS 999（銀河鉄道999）
作詞:奈良橋陽子　作曲:タケカワユキヒデ　編曲:ミッキー吉野
4、Where'llWe Go From Now（はるかな旅へ）
作詞:奈良橋陽子　作曲:タケカワユキヒデ　編曲:ミッキー吉野
5、BEAUTIFUL NAME（ビューティフル・ネーム）
作詞:奈良橋陽子、伊藤アキラ　作曲:タケカワユキヒデ　編曲:ミッキー吉野
6、CELEBRATION（セレブレイション）
作詞:奈良橋陽子　作曲:タケカワユキヒデ　編曲:ミッキー吉野
7、SUITE:PEACE （平和組曲）
作詞:奈良橋陽子　作曲:エドワード・エルガー、ミッキー吉野、タケカワユキヒデ　編曲:ミッキー吉野
●挿入歌
○GANDHARA（ガンダーラ）
作詞:奈良橋陽子、山上路夫　作曲:タケカワユキヒデ　編曲:ミッキー吉野
○HAPPINESS（ハピネス）
作詞:奈良橋陽子、山川啓介　作曲:タケカワユキヒデ 編曲:ミッキー吉野

## クレジット (オリジナル盤)
- Produced by Johnny Nomura & GODIEGO for NTV MUSIC CORP.
- All Songs Composed by Mickie Yoshino, Yukihide Takekawa
- All Lyrics Written by Yoko Narahashi
- All Songs arranged by Mickie Yoshino
- Recording Engineers : Keizo Suzuki & Yoshio Miyamoto
- Assistant Engineers : Teruya Mizutani, Susumu Mera & Keiji Takeuchi
- Remix & Mastering : Keizo Suzuki
- Cutting Engineer : Kazuhiro Tokieda
- Sound Co-ordinator : Steve Fox
- Recording Studios : FREEDOM & SOUND CITY
- Cover Design : Takumi Uchida
- Cover Photo : Takumi Uchida
- Make-Up : BIANKO
- Special Thanks to
  - KANDA SHOKAI (GRECO GUITAR)
  - Roland CORP
  - TAMA DRUMS (:en)
  - JUN SUZUKI
  - GODIEGO ROADIES : Ryoichi Shoji, Naoki Maruyama
  - SASHA
  - MANAGEMENT & CO-ORDINATION : Sadayuki Kurawaka

## ミュージシャン
- GODIEGO
  - MICKIE YOSHINO - Keyboards
  - YUKIHIDE TAKEKAWA - Vocals
  - STEVE FOX - Bass, Vocals
  - TAKAMI ASANO - Guitar
  - TOMMY SNYDER - Drums, Vocals, Marimba, Flute
- Female Vocals : Kayoko Ishu, Midori Umegaki, Sandi A Horn

- Sax Solos : Jake H. Conception

## 発売履歴
| 発売日         | レーベル       | 規格          | 規格品番   | 備考                                             |
| -------------- | -------------- | ------------- | ---------- | ------------------------------------------------ |
| 1978年10月25日 | 日本コロムビア | LP            | YX-5004    |                                                  |
| 1989年11月21日 | 日本コロムビア | CD            | CA-4043    |                                                  |
| 1993年10月21日 | 日本コロムビア | CD            | COCA-11090 | CD文庫1500シリーズ                               |
| 2008年3月19日  | 日本コロムビア | CD            | COCP-51089 | 紙ジャケット仕様、デジタルリマスター版           |
| 2021年11月24日 | 日本コロムビア | UHQCD2枚＋DVD | COZP-1847  | シンミックス版、オリジナル版に加え、Live DVD付き |

## シングルカット・海外版
日本では、当アルバムのシングルカットとして、「ガンダーラ」「モンキー・マジック」をリリースしている他、イギリス及びオーストラリアにおいても、その国向けのアルバム、シングルがリリースされている。ここでそれを纏める。各シングルへの詳細はその項目を参照のこと。尚、歌詞は特記事項のない限り全詞英語である。
disk union発行の『レコードがある暮らし vol.4』の中で、ミッキー吉野は日本盤とイギリス盤で音質が大きく異なっていることを語っている。
| 盤名                                                                                       | 西遊記 | ガンダーラ      | モンキー・マジック | MONKEY                        | GANDHARA                      | MONKEY MAGIC                  | MAGIC MONKEY   | MONKEY MAGIC   |
| 発売国                                                                                     | 日本   | 日本            | 日本               | イギリス                      | イギリス                      | イギリス                      | オーストラリア | オーストラリア |
| ------------------------------------------------------------------------------------------ | ------ | --------------- | ------------------ | ----------------------------- | ----------------------------- | ----------------------------- | -------------- | -------------- |
| THE BIRTH OF THE ODYSSEY （ザ・バース・オブ・ジ・オデッセイ）                              | 01     |                 |                    | 01                            | 02                            |                               | 01             | 01             |
| MONKEY MAGIC （モンキー・マジック）                                                        | 01     |                 | 01                 | 01                            | 02                            | 01                            | 01             | 01             |
| GANDHARA （ガンダーラ）                                                                    | 02     | 01 （日本語版） |                    | 06 （1番:日本語、2番:英語版） | 01 （1番:日本語、2番:英語版） | 02 （1番:日本語、2番:英語版） | 02             | 02             |
| ASIATIC FEVER （エイジアティック・フィーヴァー）                                           | 03     |                 |                    | 03                            |                               |                               | 03             |                |
| WE'RE HEADING OUT WEST TO INDIA （ウェア・ヘディング・アウト・ウェスト・トゥ・インディア） | 04     |                 |                    | 10                            |                               |                               | 04             |                |
| THANK YOU, BABY （サンキュー・ベイビー）                                                   | 05     |                 |                    | 11                            |                               | 03                            | 05             |                |
| STEPPIN' INTO YOUR WORLD （ステッピン・イントゥ・ユア・ワールド）                          | 06     |                 |                    | 07                            |                               |                               | 06             |                |
| HAVOC IN HEAVEN （ハヴォック・イン・ヘヴン）                                               | 07     |                 |                    | 09                            |                               |                               | 07             |                |
| DRAGONS AND DEMONS （ドラゴンズ・アンド・デーモンズ）                                      | 08     |                 |                    | 04                            |                               |                               | 08             |                |
| A FOOL! （ア・フール!）                                                                    | 09     |                 | 02                 | 02                            |                               |                               | 09             |                |
| FLYING （フライング）                                                                      | 10     |                 |                    | 08                            |                               |                               | 10             |                |
| CELEBRATION （セレブレイション）                                                           | 11     | 02              |                    | 05                            |                               |                               | 11             |                |

## カバー
「GANDHARA（ガンダーラ）/CELEBRATION（セレブレイション）」及び「MONKEY MAGIC（モンキー・マジック）/A FOOL!（ア・フール！）」のカバーについては、それぞれの項目を参照のこと。
- 1979年に堺正章が日本語の歌詞で「THANK YOU, BABY」を『今では遅すぎる』の収録曲として「この道の果てまでも」、「HAVOC IN HEAVEN」を『SONGOKU』の収録曲として「20億年の暗闇」としてカバーした。日本語の作詞は「この道の果てまでも」が伊藤アキラで編曲がミッキー吉野、「20億年の暗闇」が杉山政美で編曲が大谷和夫である。演奏はゴダイゴが担当している。
- 2007年7月に「らき☆すた｣の登場人物である泉こなた(平野綾)が「TVアニメ『らき☆すた』エンディングテーマ集 〜ある日のカラオケボックス〜」の収録曲として「THE BIRTH OF THE ODYSSEY~MONKEY MAGIC」をカバーした。当CDには、実際にエンディングで使用された「ドラマパート」と、フルコーラス歌いきっている「歌パート」の二種類がある。当CDに収録されている曲のタイトルは単に「MONKEY MAGIC」であるが、正確にはこちらのバージョンである。ただし、「THE BIRTH OF THE ODYSSEY」の作曲者であるミッキー吉野がクレジットされていない。また全詞英語のため、サビしか歌えない。